# Helicogonium mollisiophilum
Helicogonium mollisiophilum är en svampart som beskrevs av Baral 1999. Helicogonium mollisiophilum ingår i släktet Helicogonium och familjen Endomycetaceae.   Inga underarter finns listade i Catalogue of Life.